# 南出一葉
南出 一葉（みなみで ひとは、1982年1月6日 - ）は、大阪府吹田市出身の元お笑いタレント。吉本新喜劇に所属していた。

## 家族
父は漫才師のオール巨人で、母は元吉本新喜劇の青木みき、2人の兄の長男は、プロゴルファー・タレントの南出仁寛。仁寛の弟にあたる次男がいるが、一般人であり、プロフィールなどは非公表である。以前の芸名は「かずは」であったが、改名して「ひとは」となる。そのため、一部資料では名前が「かずは」「いちは」などと混乱が見られる。
誕生日が兄の仁寛と同じ（1月6日）である。

## 経歴
モーニング娘。のオーディションを受けるも落選。
大阪スクールオブミュージック専門学校卒業後、2003年3月に新喜劇入団。当初は他の若手同様「チョイ役」がほとんどだったが、稀にマドンナ役を演じる事もあった。
「美形」と呼んでも差し支えない容貌ではあるが、基本的には父親似。
同じ新喜劇の小米良啓太、太田芳伸、大島和久と「ラッキーパンチパーマ南」を結成。うめだ花月にて不定期に行われる「よしもと新喜劇“金のひよこ”LIVE」にてコントを披露している。客の反応もよく、非常に評価が高い。
一時期は酒井美紀と「ラグランジーンズ」というコンビを結成し、酒井の茨城弁でのボケに南出のツッコミでファンをなごませたこともある。2009年に交際していた一般人の男性と結婚し、家庭に専念するため、同年9月13日の公演を最後に新喜劇を退団、芸能活動を無期限休止した。
2010年8月11日、入籍。
2010年8月22日、挙式と披露宴を行った。
2013年1月25日、第一子(長男)を出産。
2015年9月24日、第二子(次男)を出産。

## 出演

### テレビ番組
- お宝発見!突撃わがままハンター (YTV)